# Pisicile aristocrate
Pisicile aristocrate (în engleză The Aristocats) este un film de animație în regia lui Wolfgang Reitherman, produs de Walt Disney Productions și lansat în 11 decembrie 1970. Este o comedie muzicală care prezintă o poveste „romantică” a unor pisici din Franța. Este al douăzecilea film din seria de filme animate Disney, serie care a început în 1937 o dată cu Albă ca Zăpada și cei șapte pitici, și filmul de animație clasică cu cele mai importante încasări din toate timpurile. Filmul a fost un succes comercial. Vocile personajelor animate aparțin actorilor Phil Harris, Eva Gabor, Liz English, Gary Dubin, Dean Clark, Sterling Holloway și Roddy Maude-Roxby.

## Rezumat
Povestea are loc în Parisul anului 1910. Adelaide este o bogată cântăreață de operă care locuiește într-un conac. Dar nu singură, ci alături de majordomul ei, Edgar și patru pisici, Ducesa și puii ei, Toulouse, Marie, și Berlioz. Pisicile sunt totul pentru ea și o fac să nu se simtă singură, de aceea sunt răsfățate, trăiesc bine și sunt numite pisicile aristocrate. Ele nu mușcă, nu zgârie, au maniere încântătoare, stau la mângâiat, sunt fermecătoare și au onoarea nepătată. Mulți motani îi fac curte Ducesei, fermecătoarea pisică cu ochi de safir. Aceasta își invață puii să fie eleganți ca ea, să știe să se poarte deoarece sunt pisici aristocrate.
Adelaide își cheamă avocatul, care este senil și are o vârstă înaintată, Georges Hautecort pentru a-și întocmi testamentul. Majordomnul Edgar, ascultă ceea ce aceștia vorbesc și își calcă hainele. Adelaide are de gând să-și dea conacul, vila de la țară, bijuteriile, operele de artă și toate lucrurile de valoare pisicilor ei, pentru a trăi bine, apoi, când acestea nu vor mai fi vor rămâne lui Edgar. Auzind acestea, Edgar se gândește la un plan de a scăpa de pisici ca el să moștenească averea mai repede. Asa că în creme de la creme a la Edgar care le-o dă pisicilor în fiecare zi, pune niște somnifere. Seara el le duce pe Ducesă și pisoiașii ei undeva departe însă este atacat de doi câini, Lafayette și Napoleon. Între timp, pisicile care dormeau într-un coș cad lângă râu.
Dimineață Ducesa îl întâlnește pe Thomas O'Malley, un motan ce are un nume foarte lung (Abraham de Lacy Giuseppe Casey Thomas O'Malley) și se oferă să îi ducă la doamna Adelaide. În drum întâlnesc două gâște, Abigail și Amelia Sasaita care îi însoțesc până când ajung la unchiul lor, Waldo care se pare că era beat.
În timp ce Edgar încearcă să-și ia lucrurile de la Lafayette și Napoleon, pisicile aristocrate sunt duse de Thomas la un loc în care ajunseră o formație de pisici swingers numită Scat Cat. Conducătorul trupei, Scat Cat face cunoștință cu Ducesa care este uimită de stilul lor. Formația formată din Shun Gon, Hit Cat, Peppo, Billy Boss, și desigur Scat Cat le recită pisicilor melodia "Everybody Wants To Be a Cat" (în română "Toată lumea vrea să fie o pisică") alături de Thomas O'Malley.
A doua zi pisicile ajung la conacul doamnei Adelaide, însă când vor să intre sunt prinse de Edgar care are de gând să le trimită în Timbuktu. Roquefort, șoricelul conacului este trimis de Thomas la Scat Cat pentru a le salva pe Ducesă și puii ei. Când e aproape să fie mâncat de aceștia deoarece nu și-a putut aduce aminte numele O'Malley, îl pronunță într-un sfârșit și ca prin urmare pisicile pleacă la Thomas. Alaturi de Frou-Frou, iapa doamnei Adelaide, reușesc să-l bage pe Edgar într-o cutie și să-l trimită în Timbuktu. Așa că Thomas rămâne în conac alături de Ducesă, puii ei și Scat Cat deoarece Adelaide are de gând să facă un proiect numit casă pentru toate pisicile vagaboande din Paris.

## Personaje
| Personaj                   | Voce în engleză   | Voce în română        | Descriere |
| -------------------------- | ----------------- | --------------------- | --- |
| Thomas O'Malley            | Phil Harris       | Marius Bodochi        | pisica vagaboandă care le întâlnește pe pisici în timp ce-și recită melodia care conține numele său lung (Abraham de Lacy Giuseppe Casey Thomas O'Malley). |
| Ducesa                     | Eva Gabor         | Adriana Drăguț        | Frumoasa pisică elegantă și mama celor trei pui. |
| Ducesa (cântec)            | Robie Lester      |                       | Frumoasa pisică elegantă și mama celor trei pui. |
| Edgar                      | Roddy Maude-Roxby | Mihai Niculescu       | personajul negativ din film care le răpește pe pisici. |
| Toulouse                   | Gary Dubin        | Alexandru Ionescu     | un motănel portocaliu și cel mai mare pui al Ducesei. Este talentat la pictură și își dorește să întâlnească o pisică vagaboandă.                          |
| Marie                      | Liz English       | Mădălina Grigore      | pisica albă care este și puiul mijlociu. Are o voce superbă și cântă cu Scat Cat și Thomas O'Malley o parte din "Everybody Wants to Be a Cat".             |
| Berlioz                    | Dean Clark        | Dănuț Stoica          | cel mai mic dintre pisoi și totodată cel mai timid. Este un pianist foarte bun și și-ar dori ca Thomas să ajungă tatăl lui.                                |
| Roquefort                  | Sterling Holloway | Vasile Muraru         | un șoricel care îi aduce pe Scat Cat și formația lui la Thomas și care îi pune piedici lui Edgar pentru a nu-i prinde pe pisoiași.                         |
| Scat Cat                   | Scatman Crothers  | Doru Tufiș            | conducătorul formației Scat Cat. El cântă la trompetă. |
| Shun Gon                   | Paul Winchell     |                       | membru a formației Scat Cat. El cântă la pian și la tobe. Este chinez.                                                                                     |
| Hit Cat                    | Lord Tim Hudson   |                       | membru a formației Scat Cat. El cântă la chitară. Este britanic.                                                                                           |
| Peppo                      | Vito Scotti       |                       | membru a formației Scat Cat. El cântă la acordeon. Este italian.                                                                                           |
| Billy Boss                 | Thurl Ravenscroft |                       | membru a formației Scat Cat. El cântă la violoncel. |
| Napoleon                   | Pat Buttram       | Paul Talașman         | un bloodhound așa numitul șeful lui Lafayette. Se crede lider și îi zice lui Lafayette deseori că el e șeful.                                              |
| Lafayette                  | George Lindsey    | Radu Gabriel          | un basset hound, supusul lui Napoleon. Este zăpăcit și tot timpul Napoleon îi zice că el e șeful.                                                          |
| Madame Adelaide Bonfamille | Hermione Baddeley | Emilia Dabija Dobrin  | stăpâna pisiclor aristocrate. |
| Georges Hautecourt         | Charles Lane      |                       | senilul bătrân care îi întocmește testamentul lui Adelaide.                                                                                                |
| Frou-Frou                  | Nancy Kulp        | Ilinca Ivanovici      | iapa lui Adelaide. |
| Amelia Gabble              | Carole Shelley    | Costina Ciuciulică    | una din gâștele care le ajută pe pisici. |
| Abigail Gabble             | Monica Evans      | Delia Nartea          | sora Ameliei |
| Waldo                      | Bill Thompson     | Constantin Bărbulescu | gânsacul beat, unchiul celor două gâște. |
| fermier                    | Peter Renaday     |                       | |
| Le Petit Cafe Cook         | Peter Renaday     |                       | |
| șofer                      | Roddy Maude-Roxby |                       | |
| cântăreț                   | Maurice Chevalier | Eugen Cristea         | |

Regia dialogului în română a fost asigurată de Florian Ghimpu, iar traducerea de Alexandra Cucu, studioul Ager Film.